# Teren budowy

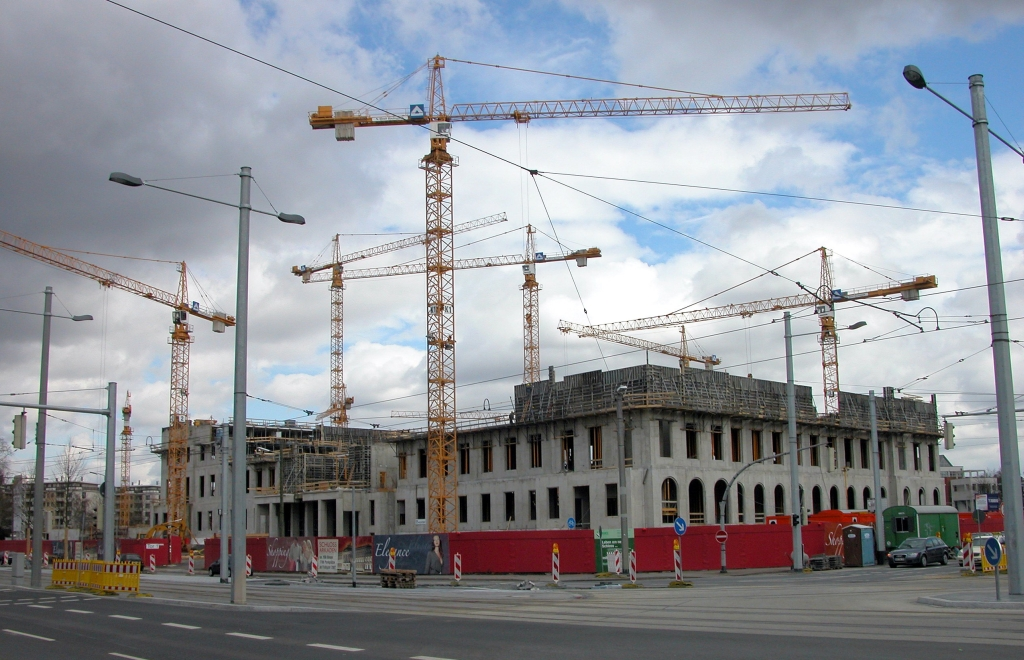
Wygląd typowego placu budowy dużego budynku (Brunszwik, Niemcy)

Teren budowy (również plac budowy) – przestrzeń, w której prowadzone są roboty budowlane wraz z przestrzenią
zajmowaną przez urządzenia zaplecza budowy.
Na tym terenie znajdują się zarówno budowane obiekty, jak i wszystkie elementy tymczasowe: budynki administracyjne i socjalne, składy materiałów, drogi tymczasowe, warsztaty, tory szynowe dla żurawia itd.
W przypadku dużych budów teren budowy dzieli się na strefy oddzielne dla wszystkich podwykonawców (w przypadku odrębnych firm).
Dla dobrej organizacji budowy i zagospodarowania placu budowy sporządza się tzw. plan zagospodarowania placu budowy.
Czynniki wpływające na wielkość i sposób zagospodarowania placu budowy:
- lokalizacja obiektu,
- rodzaj konstrukcji,
- stosowane materiały,
- czas trwania robót,
- pory roku,
- wyposażenie w maszyny i sprzęt,
- technologia i organizacja budowy.